# Il re deve morire
Il re deve morire (The King Must Die) è un romanzo storico scritto da Mary Renault e pubblicato nel 1958. Rilettura storicamente plausibile, priva di elementi fantastici, del mito greco di Teseo e del Minotauro, è la prima parte di un dittico, a cui seguì nel 1962 Il ritorno di Teseo (The Bull from the Sea). 

## Edizioni italiane
- Il re deve morire, traduzione di Luciano Bianciardi, Milano, Bompiani, 1959,  p. 420. - Collana Teadue, Milano, TEA, 1988, ISBN 978-88-781-9075-7; Collana Scrittori di tutto il mondo, Milano, Corbaccio, 1997, ISBN 978-88-797-2211-7; TEA, 1999, ISBN 978-88-781-8572-2; Collana Oscar Moderni, Milano, Mondadori, 2024, ISBN 978-88-047-6276-8.
- Il re deve morire, traduzione di A. Felici, Collana Monete, Roma, Castelvecchi, 29 gennaio 2013, ISBN 978-88-761-5840-7.